# Morten Harket
Morten Harket (Kongsberg, Buskerud, 14 de septiembre de 1959) es un cantante noruego conocido por ser el vocalista del trío noruego a-ha. Ha publicado 10 álbumes de estudio, siendo su éxito más conocido «Take on Me».  Su figura y calidad interpretativa son hoy íconos de la llamada época ochentera.

## Vida y carrera
Morten Harket nació en Kongsberg siendo el segundo de 5 hijos. Su padre, Reidar,  fue médico en un hospital y su madre Henny fue maestra de economía del hogar en una escuela. Morten fue un chico soñador y sufrió acoso escolar en la escuela. Se destacaba en las clases de religión y pensó ingresar en un seminario para ser ministro en la Iglesia Luterana.
Entró a formar parte de A-ha el 14 de septiembre de 1982, por invitación de Paul Waaktaar-Savoy y Magne Furuholmen. Sin embargo antes de esto fue el vocalista de un grupo local llamado Soldier Blue. 
A-ha fue un grupo de gran éxito en los años 80, siendo su canción «Take on Me» la de mayor éxito, de su disco debut «Hunting High and low» vendiendo millones de discos,  donde Morten Hartet se convirtió rápidamente en un rompe corazones por aquellas primeras imágenes del vídeo musical «Take on Me» en donde su aspecto de galán nórdico causó gran sensación entre el público femenino.
Después de que A-ha se separara en 1994 por conflictos internos, Morten emprendió una carrera como solista cantante y compositor y participó en proyectos medioambientales. Más importante para él fue la lucha por liberar Timor Oriental de la ocupación indonesia, un objetivo que fue finalmente cumplido en 1999.
En 1996,  Morten es el encargado de presentar junto a Ingvild Bryn el Festival de Eurovisión que se celebró en Oslo, donde cantó Heaven's Not For Saints como introducción a la gala (no como representante de Noruega).
Morten ha sacado tres álbumes como solista: «Poetenes Evangelium» (1993) y «Vogts Villa» (1996) en noruego y «Wild Seed» (1995) en inglés, este último fue un gran éxito en Noruega, vendiendo más de 160,000 copias.
Otros proyectos de Morten son: la banda sonora de la película «Kamilla og Tyven» (1987), en la que además interpretó un personaje, y «Coneheads» (1993). Otras bandas sonoras incluyen el tema central del musical «Sophie's World», «A Jester In Out Town» y la canción «Jungle Of Beliefs» del disco «Cultures Span The World».
En el año 2007 presenta «Letter from Egypt» su regreso como solista y dando una pausa a su participación con el trío noruego A-ha. El 14 de noviembre de 2007 se difundió su primer sencillo «Movies» en la radio en Noruega, colocándose rápidamente en los primeros lugares. En diciembre de 2007 tuvo una presentación en el Premio Nobel de la Paz.

### Fuera de A-ha
Antes de que Morten se uniera a A-ha con  Paul Waaktaar-Savoy y Magne Furuholmen, fue el cantante principal de una banda de soul llamada Souldier Blue que no prosperó.
En 1993, Harket interpretó una versión de «Can't Take My Eyes Off You» (Bob Crewe y Bob Gaudio) para la banda sonora de la película Coneheads.
Tras una prolongada inactividad de A-ha en 1994, Harket emprendió una carrera en solitario. Ha publicado seis álbumes de estudio. El 28 de mayo de 2008, Harket publicó su álbum en solitario, Letter from Egypt, a través de Universal Records Germany. En abril de 2012, Harket lanzó su nuevo álbum en solitario, Out of My Hands, tanto en Noruega como en Alemania, y el 14 de mayo en el Reino Unido. En abril de 2014, Harket publicó su sexto álbum Brother. También compuso una canción con el hijo de su primo, Blade Whitehead, para una noche musical anual.
Harket ha colaborado en actuaciones en directo y en grabaciones de estudio con varios artistas, entre ellos la banda de rock paquistaní Junoon, en las canciones "Piya" y "Pyar Hai Zindagi"; y Hayley Westenra, en "Children First". También ha actuado y trabajado con muchos otros artistas escandinavos, como Bjørn Eidsvåg, Silje Nergaard, Oslo Gospel Choir, Espen Lind, Elizabeth Norberg-Schulz y Carola Häggkvist.
En 2009, Harket creó e interpretó el tema principal de A Name is a Name, una película sobre Macedonia de Sigurjon Einarsson.

## Vida personal
A Hartket a pesar de su discreta vida personal se le conocen múltiples relaciones con diferentes parejas: Bunty Bailey (Take on me) desde 1985-1987, la periodista Camilla Manquist con quien se casó en 1989, tuvieron tres hijos y se separó en 1998,  Patrice Burket en 1987,  la artista plástica Anne Undlien en 2000 hasta 2005 e Inez Andersson en 2005. 

## Discografía

### Álbumes de estudio
| Año  | Álbum | Posición en las listas |
| ---- | --- | ---------------------- |
| 1993 | Poetenes Evangelium - Lanzamiento: 9 de noviembre. - Sello discográfico: KKV. - Formatos: CD y casete.                                                     | -                      |
| 1995 | Wild Seed - Lanzamiento: 4 de septiembre. - Sello discográfico: Warner Bros. Records. - Copias vendidas: 160.000 (Noruega). - Formatos: CD y casete.       | -                      |
| 1996 | Vogts Villa - Lanzamiento: 25 de noviembre. - Sello discográfico: Norsk Plateproduksjon/BMG. - Copias vendidas: 18.000 (Noruega). - Formatos: CD y casete. | -                      |
| 2008 | Letter from Egypt - Lanzamiento: 19 de mayo. - Sello discográfico: Polydor/Universal. - Formato: CD.                                                       | #1                     |
| 2012 | Out of My Hands - Lanzamiento: 13 de abril - Sello: Universal. - Formato: CD.                                                                              | -                      |
| 2014 | Brother - Lanzamiento: 11 de abril - Sello: Wrasse Records - Formato: CD.                                                                                  | -                      |

### Sencillos
| Año  | Título                                                                           | Álbum             |
| ---- | -------------------------------------------------------------------------------- | ----------------- |
| 1995 | "A Kind of Christmas Card" Altvo: "Burning Out Again (A Kind of Christmas Card)" | Wild Seed         |
| 1996 | "Spanish Steps"                                                                  | Wild Seed         |
| 1996 | "Los Angeles"                                                                    | Wild Seed         |
| 1996 | "Heaven's Not for Saints"                                                        | -                 |
| 1996 | "Tilbake Til Livet"                                                              | Vogts Villa       |
| 1996 | "Herre I Drømmen"                                                                | Vogts Villa       |
| 2007 | "Movies"                                                                         | Letter from Egypt |
| 2008 | "Darkspace (You're with Me)"                                                     | Letter from Egypt |
| 2008 | "We'll Never Speak Again"                                                        | Letter from Egypt |
| 2012 | "Lightning"                                                                      | Out of My Hands   |
| 2012 | "Scared of Heights"                                                              | Out of My Hands   |
| 2012 | "I'm the One"                                                                    | Out of My Hands   |
| 2014 | "There is a Place"                                                               | Brother           |
| 2014 | "Brother"                                                                        | Brother           |
| 2014 | "Do You Remember Me?"                                                            | Brother           |

### Vídeos musicales
- "Natten"
- "Salome"
- "A Kind of Christmas Card"
- "Spanish Steps"
- "Time Will Pronouce (Brodsky Tune)"
- "Scared of Heights"
- "I'm the one"
- "Brother"
- "Do You Remember Me?"
- "Take on Me"
- "Hunting high and low"
- "Stay on These Roads"